# 森口秀幸
森口 秀幸（もりぐち ひでゆき、1958年（昭和33年） - ）は日本出身のブラジルの医師である。世界保健機構（WHO）老年医学慢性疾患予防センター長及び老年医学分野ブラジル代表。専門分野は脂質代謝（HDL代謝）、動脈硬化、老年医学である。また、森口エミリオ秀幸とも呼ばれ、東京都品川区五反田にあるエミリオ森口クリニックの顧問でもあり、彼の名前が同クリニックの名称の由来となっている。

## 略歴
昭和33年、医師である父・森口幸雄と母・カオル（細江静男医師の三女）の長男として東京に生まれる。10歳の時、父の「もっと自由な環境で子供を育てたい」という思いから家族でブラジルへ移住し、少年時代は祖父・細江静男に連れられサンパウロ近郊の巡回診療に同行した。
1982年、ブラジル連邦大学医学部を卒業。1991年、博士号を取得。同年、南大河州カトリック大学老年医学研究所教授に就任。2006年よりリオグランデ・ド・スル連邦大学大学院教授、2008年より横浜市立大学医学部社会医学予防教室客員教授。

## 巡回診療
祖父・細江静男、父・森口幸雄の跡を継ぎ、ブラジル国内の日系人移住地で巡回診療を行っている。秀幸の巡回診療は祖父の細江静男と似ていると評され、秀幸曰く「小さな集落の住民は人間関係でどん底に嵌る事がある。健康は体だけでなく、人間関係の影響も大きい。それを助けられるのは外部の人間だけ。祖父はそうした人も助けていた」と語っている。
巡回診療には横浜市立大学医学部教授の水嶋春朔をはじめ日本やアメリカの医学生が参加している。参加者のブラジルまでの旅費は自己負担であるが、ブラジル滞在中の諸経費及び医療機器の修理や買い替え等は秀幸のポケットマネーで賄われている。巡回診療が行われる数十日の間、本業の病院での診察等は休業状態となり、巡回診療中の秀幸は完全なボランティアである。この負担を少しでも軽減できるよう、現在では水嶋春朔が中心となって巡回診療事業をネット上で告知し、賛同者から142万5200円の募金を集めた。